# Savannah Levin
Savannah Levin, född 21 maj 1995, är en amerikansk fotbollsspelare (försvarare) som spelat för Kopparbergs/Göteborg FC. Hon är yngre syster till tidigare Kopparbergs/Göteborg-spelaren Camille Levin.

## Karriär
I februari 2017 värvades Levin av Kopparbergs/Göteborg FC. Hon spelade 12 ligamatcher och en cupmatch under säsongen 2017. Levin missade säsongen 2018 på grund av skada. Efter säsongen 2018 lämnade hon klubben.